# غسة إلنبكية
غسة إلنبكية (الاسم العلمي:Otostegia ellenbeckii) هي نوع من النباتات يتبع جنس الغسة من الفصيلة الشفوية.